# Polyscytalum pustulans
Polyscytalum pustulans (M.N. Owen & Wakef.) M.B. Ellis – gatunek grzybów z typu workowców (Ascomycota). Grzyb mikroskopijny, u ziemniaka wywołujący grzybową chorobę o nazwie oosporoza ziemniaka.

## Systematyka i nazewnictwo
Pozycja w klasyfikacji według Index Fungorum: Polyscytalum, Incertae sedis, Incertae sedis, Incertae sedis, Incertae sedis, Pezizomycotina, Ascomycota, Fungi.
Po raz pierwszy opisały go w 1919 r. Mary Nest Owen i Elsie Maud Wakefield, nadając mu nazwę Oospora pustulans. W 1976 r. Martin Beazor Ellis przeniósł go do rodzaju Polyscytalum.
Znany jest tylko w postaci anamorfy.